# Lê Bích Phương
Lê Bích Phương est une karatéka vietnamienne née le 14 août 1992 dans le district de Gia Lam , à Hanoï. Elle a remporté la médaille d'or en kumite moins de 55 kg aux Jeux asiatiques de 2010 à Canton.